# 中興 (于闐)
中興（978年—985年）是于阗国王尉遲達磨的年號，共计8年。
中興年號见于敦煌于阗语文书。孟凡人考订，尉遲達磨使用的中興年号目前仅见于中兴元年至五年（978年－982年），在位时间下限在985年之前。而蒲本立考订此年号使用时间为978年－982（？）年。哈密屯则考订为978年－982（986？）年。

## 紀年
| 中興 | 元年  | 二年  | 三年  | 四年  | 五年  | 六年  | 七年  | 八年  |
| ---- | ----- | ----- | ----- | ----- | ----- | ----- | ----- | ----- |
| 公元 | 978年 | 979年 | 980年 | 981年 | 982年 | 983年 | 984年 | 985年 |
| 干支 | 戊寅  | 己卯  | 庚辰  | 辛巳  | 壬午  | 癸未  | 甲申  | 乙酉  |

## 同期存在的其他政权年号
- 中國
  - 廣運（974年－979年）：北漢—劉繼元之年號
  - 太平兴国（976年－984年）：北宋—宋太宗趙匡義之年號
  - 雍熙（984年－987年）：北宋—宋太宗趙匡義之年號
  - 保寧（969年－979年）：遼—遼景宗耶律賢之年號
  - 乾亨（979年－983年）：遼—遼景宗耶律賢、契丹—遼聖宗耶律隆绪之年號
  - 统和（983年－1012年）：契丹—遼聖宗耶律隆绪之年號
  - 明政（969年－985年）：大理—段素順之年號
  - 元興（976年起）：定安國—烏玄明之年號
- 越南
  - 太平（970年－980年）：丁朝—丁部領、丁璿之年號
  - 天福（980年－988年）：前黎朝—黎桓之年號
- 日本
  - 貞元（976年－978年）：圓融天皇之年号
  - 天元（978年－983年）：圓融天皇之年号
  - 永觀（983年－985年）：圓融天皇與花山天皇之年号。
  - 寬和（985年－987年）：花山天皇與一條天皇之年号。

## 參看
- 中國年號索引
- 其他时期使用的中兴年号

## 深入閱讀
- 李崇智. . 北京: 中華書局. 2004年12月. ISBN 7101025129.
- 鄧洪波. . 臺北: 國立臺灣大學東亞經典與文化研究計劃. 2005年3月  [2022-01-03]. ISBN 9789860005189. （原始内容 (pdf)存档于2007-08-25）.
- 張廣達、榮新江. . 北京: 中國人民大學出版社. 2008年9月. ISBN 9787545820898.

| 前一年號： 天尊 | 于阗年號 978年－985年 | 下一年號： 天兴 |